# McNary (Louisiane)
Pour les articles homonymes, voir McNary.
McNary est un village de la paroisse des Rapides, dans l'État de Louisiane, aux États-Unis,. En 2020, il compte une population de 201 habitants.

## Démographie
Lors du recensement de 2010, le village comptait une population de 211 habitants, tandis qu'en 2020, elle s'élève à 201 habitants.